# Freienwil
Freienwil (toponimo tedesco) è un comune svizzero di 1 039 abitanti del Canton Argovia, nel distretto di Baden.

## Monumenti e luoghi d'interesse

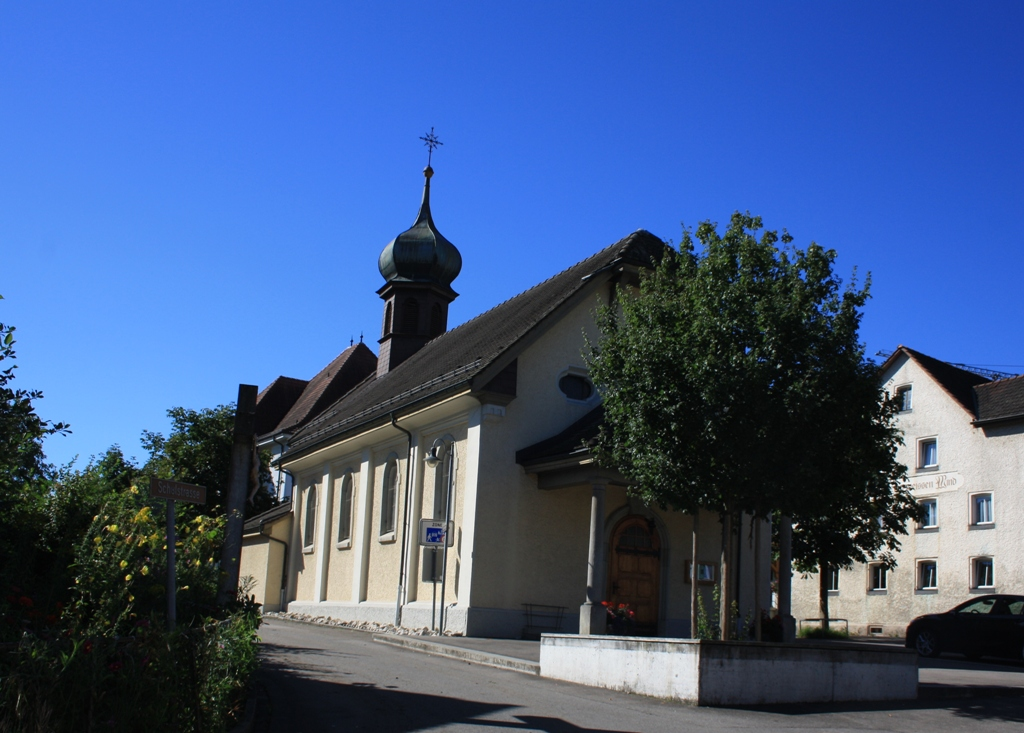
La chiesa cattolica

- Chiesa cattolica, eretta nel 1648 e ricostruita nel 1925[1].

## Società

### Evoluzione demografica
L'evoluzione demografica è riportata nella seguente tabella:
Abitanti censiti

## Amministrazione
Ogni famiglia originaria del luogo fa parte del cosiddetto comune patriziale e ha la responsabilità della manutenzione di ogni bene ricadente all'interno dei confini del comune.